# طوفان آتش (فیلم ۲۰۱۳)
طوفان آتش (به انگلیسی: Firestorm) یک فیلم اکشن محصول سال ۲۰۱۳ سینمای هنگ کنگ به نویسندگی و کارگردانی آلن یوئن، تهیه‌کنندگی و بازی اندی لاو است. این فیلم در طی مراحل پس از تولید به سه بعدی تبدیل شد و اولین فیلم اکشن سه بعدی پلیس هنگ کنگ شد. طوفان آتش به عنوان فیلم افتتاحیه در اسکرین سنگاپور در ۴ دسامبر ۲۰۱۳ اکران شد، جایی که لاو و همبازی‌اش گوردون لام روی فرش قرمز برای اولین نمایش فیلم رفتند. این فیلم همچنین پنجاه و ششمین جشنواره فیلم آسیا پاسیفیک را در ۱۳ دسامبر ۲۰۱۳ در ماکائو افتتاح شد و سپس در ۱۹ دسامبر ۲۰۱۳ در هنگ کنگ اکران شد. علاوه بر این، طوفان آتش نیز اولین نمایش خود را در آمریکای شمالی در پنجاه و هفتمین جشنواره بین‌المللی فیلم سان فرانسیسکو در ۳ می ۲۰۱۴ داشت.

## تولید
فیلمبرداری برای طوفان آتش در نوامبر ۲۰۱۲ آغاز شد و در ۱ فوریه ۲۰۱۳ به پایان رسید. مکان‌های فیلمبرداری شامل نورث پوینت، خانه دولتی و باغ‌های جانورشناسی و گیاه‌شناسی هنگ کنگ در مناطق مرکزی و شونگ وان بود.

## داستان
گروهی از تبهکاران خبره و تا دندان مسلح وارد شهر می‌شوند و دست به سرقتی بزرگ می‌زنند. نیروی پلیس از متوقف ساختن آن‌ها عاجز است و…

## گیشه
تا آوریل ۲۰۱۴، این فیلم در مجموع ۵۳ میلیون دلار آمریکا (۱۱۸ میلیون دلار هنگ کنگ) در سرتاسر جهان فروخت که با ترکیبی از فروش هنگ کنگ، چین، مالزی، سنگاپور، تایلند، استرالیا و نیوزیلند بود. 